# ニューロダン
ニューロダン（NewRodin）は、フォントワークスが2000年に発売したゴシック体およびそのフォント製品。

## 概要
すでにグラフィックデザイン分野で実績のあったロダンを、よりモダンなデザインとしてブラッシュアップした書体。グラフィックデザイン、出版用途を対象としたデジタルフォントとしてリリースされた。フォーマットはOpenTypeおよびCID（放送業務用に限りTrueTypeも提供）。LETSとセレクトフォントサービス「mojimo」によるサブスクリプション限定での提供であり、パッケージとしては販売されていない。
改良の結果、新ゴやゴナに共通した雰囲気をもつ、字面の大きなモダンサンセリフとなった。従属欧文のタイプフェイスについても和文と同様、Eurostile風の角張ったデザインとなっている。
広告・雑誌・書籍などの印刷物におけるモダンゴシック体としては、すでにDTP用フォントとして新ゴが圧倒的なシェアを占めていること、比較的新しい書体であることから目にする機会は少ないが、テレビ番組のテロップにおいてはゴナからの乗り換えも多く（NHK、TBSテレビ、テレビ朝日など）、また商品パッケージや美術館などの公共施設におけるサインシステムでの使用例も見受けられる。

## ファミリー構成
- ニューロダン-L
- ニューロダン-M
- ニューロダン-DB
- ニューロダン-B
- ニューロダン-EB
- ニューロダン-UB